# SuperEnalotto

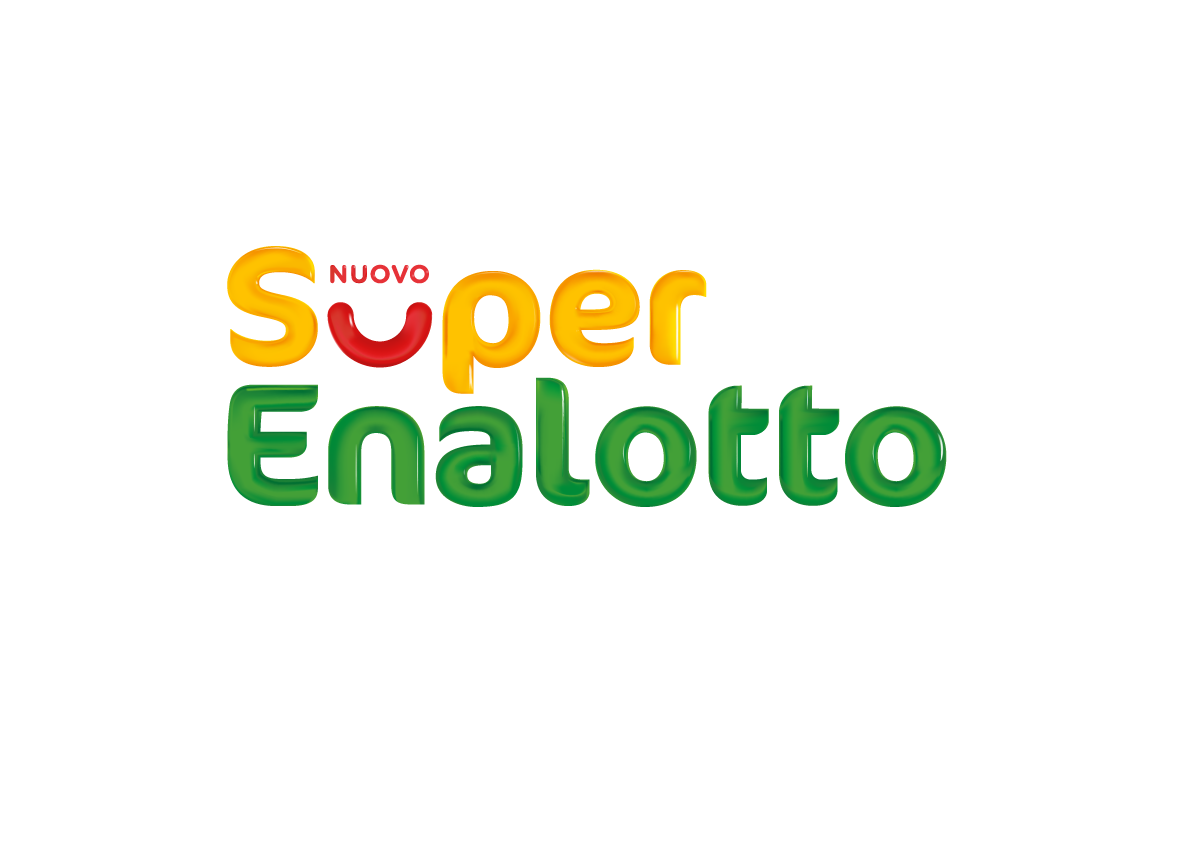
Logo SuperEnalotto.

SuperEnalotto – gra loteryjna we Włoszech o jednych z największych kumulacji na świecie. Dnia 3 grudnia 1997 miało miejsce pierwsze losowanie nowej loterii, która zastąpiła grę EnaLotto funkcjonującą od lat 50. XX wieku. Losowania odbywają się 3 razy w tygodniu: we wtorek, czwartek i sobotę o godzinie 20:00 czasu lokalnego.

## Zasady gry
Kupon zawiera minimum 1 zakład. Celem gry jest wytypowanie 6 liczb z 90. 
Jest 5 możliwości wygrania:
| Ilość trafnych skreśleń | Prawdopodobieństwo wygrania |
| ----------------------- | --------------------------- |
| 6                       | 1 do 622 614 630            |
| 5 + wytypowana liczba   | 1 do 103 769 105            |
| 5                       | 1 do 1 235 346              |
| 4                       | 1 do 11 907                 |
| 3                       | 1 do 327                    |

## Rekordowe kumulacje
- 4 maja 2005 r. kumulacja w grze wyniosła 72 000 000 euro – zwycięski kupon za 1 euro został zakupiony przez 10 klientów w barze w Mediolanie – przez ponad 3 lata była to największa wygrana.
- 23 października 2008 padła wygrana wynosząca 100 756 197,30 euro.
- 22 sierpnia 2009 po ponad 6,5 miesiąca bez głównej wygranej kumulacja wyniosła 147 807 299,08 – wygrana przypadła na jeden kupon.
- 9 grudnia 2009 kumulacja wyniosła 100 000 000 euro.
- 14 stycznia 2010 kumulacja wyniosła 121 900 000 euro.
- 4 lutego 2010 kumulacja wyniosła 137 300 000 euro.
- 9 lutego 2010 padły w grze dwie wygrane z sześcioma trafieniami. Szczęśliwi gracze wygrali 69 511 157,32 euro. Kumulacja wyniosła 139 022 314 euro.
- 30 października 2010 największą w historii kumulacją 177 729 043,16 euro podzieliło się 70 grających wspólnie osób[1].
- 27 października 2016 padła wygrana wynosząca 163 000 000 euro w miejscowości Vibo Valentia.